# Sharpeville
Sharpeville (también conocida como Sharpville) es una localidad ubicada entre las dos grandes ciudades industriales de Vanderbijlpark y Vereeniging el sur de la provincia sudafricana de Gauteng; Sharpeville es una de los seis poblados más antiguos en Vaal Triangle. Su nombre se debe a John Lillie Sharpe quien arribó a Sudáfrica proveniente de Glasgow, Escocia, para ocupar el puesto de secretario de Stewarts & Lloyds. Sharpe fue elegido concejal de Vereeniging en 1932 y fue alcalde desde 1934 a 1937.
El 21 de marzo de 1960 ocurrió el suceso de la masacre de Sharpeville cuando el PAC (Congreso Panafricanista de Azania) organizó una protesta en contra de la ley de pases, la cual comenzó pacíficamente, pero se volvió violenta, cuando la policía sudafricana (regía el apartheid) abrió fuego contra los manifestantes. Como resultado, 69 manifestantes fueron asesinados y 178 heridos.
Desde entonces, se conmemora todos los 21 de marzo el Día de Sharpeville, y desde 1994 se convirtió oficialmente en el "Día de los Derechos Humanos".